# Spathius ochus
Spathius ochus är en stekelart som beskrevs av Nixon 1943. Spathius ochus ingår i släktet Spathius och familjen bracksteklar. Inga underarter finns listade i Catalogue of Life.